# Сигурд Олень
Сигурд Олень (IX век) — полулегендарный конунг Хрингарики в Норвегии, фигурирующий в «Пряди о сыновьях Рагнара» и «Саге о Хальвдане Чёрном». Был сыном Хельги Смелого из династии Дёглингов и Аслауг, дочери Сигурда Змей-в-Глазу, сына Рагнара Лодброка. Женился на Тюррни, дочери короля Ютландии Харальда Клака, стал отцом Гутторма и Рагнхильд. После смерти своего дяди по отцовской линии Фроди Сигурд унаследовал власть над Хрингарики.
По данным саг, Сигурд погиб в бою с берсерком Хаки из Хадаланда, но успел тяжело ранить противника, отрубив ему правую руку. Позже конунг Вестфольда Хальвдан Чёрный убил Хаки и женился на Рагнхильд. В этом браке родился Харальд I Прекрасноволосый, объединивший Норвегию.
В «Круге Земном» говорится, что о Сигурде Олене «есть длинная сага», но в других источниках это произведение не упоминается.